# ジャマラート橋
ジャマラート橋 (アラビア語: جسر الجمرات; Jisr Al-Jamaraat) は、サウジアラビア・メッカ（マッカ）郊外のメナー（ミナ） (Mina, Saudi Arabia) に所在し、イスラム教徒の大巡礼（ハッジ）において悪魔に対する投石の儀式 (Stoning of the Devil) に用いられる橋。
この橋は、ジャムラ (jamrah) と呼ばれる3つの石柱に対して、巡礼者が地上もしくは橋の上から投石を行うことを目的として建設されている。ジャムラは文字通りには小石や石片を意味する語であるが、巡礼者の投石の儀式の対象となる石柱について用いられる。ジャムラの複数形がジャマラートである。
現在の橋は、2007年に完成した多層構造の橋である。特定の時期には、橋の周辺に一度に百万人以上の巡礼者が集まることもあり、しばしば重大な死亡事故も発生している。

## 旧橋
1963年に最初の橋が建設され、その後数度にわたって拡充されてきた。2006年まで、橋は1層構造であり（巡礼者は、地上部と橋の上を用いた）、3つの石柱（ジャムラ）が橋の中の開口部から突き出していた。

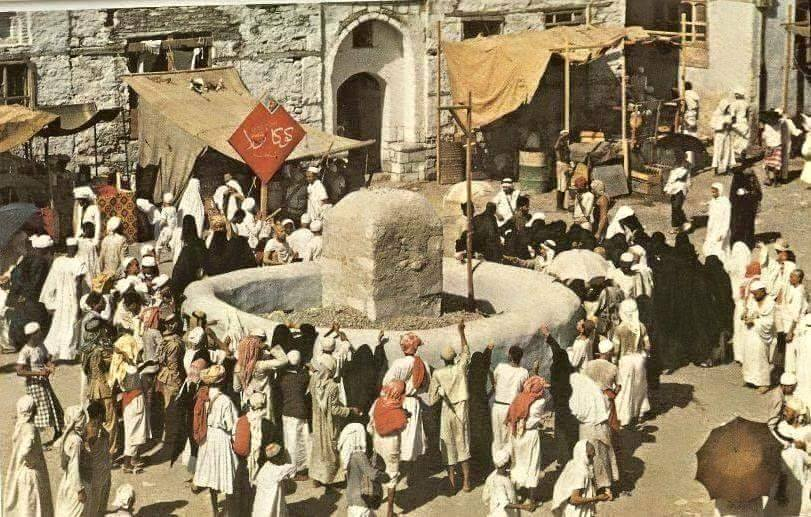
橋が作られる以前のジャムラ

## 新橋

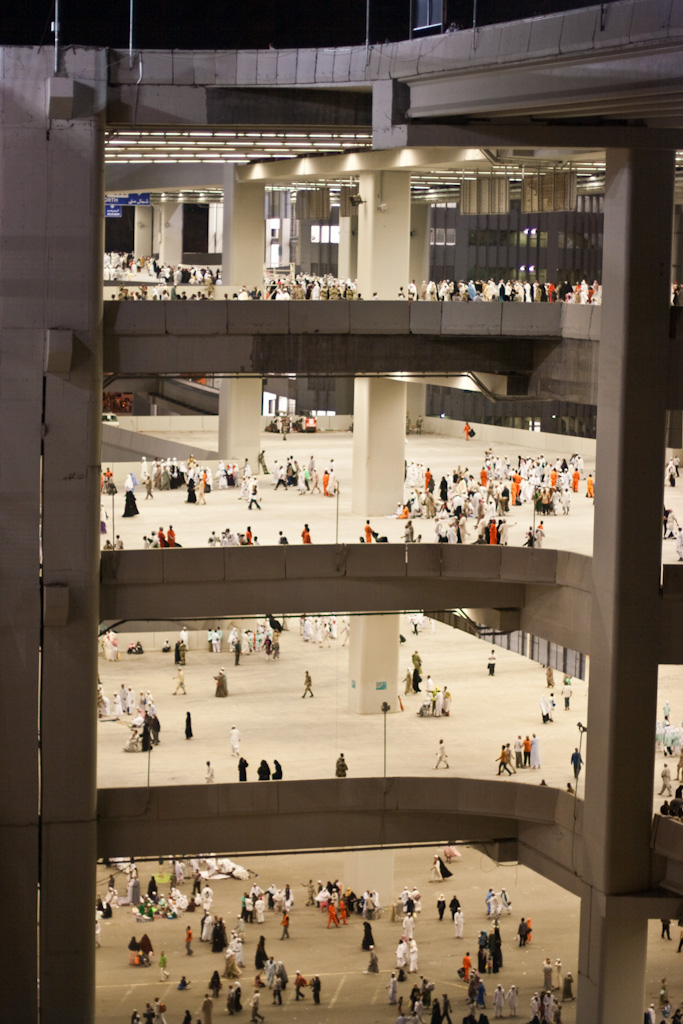
ジャマラート橋は多層構造の建築物である（2009年）

2006年1月のハッジのあと、旧橋は解体されて新しい重層構造の橋の建設が始まった。地上部と第1層（地上階と2階）は2006年から2007年にかけてのハッジに間に合い、無事にシーズンを終えた。その後も建設は続き、2007年12月（ヒジュラ暦1428年）のハッジには2つの階層も完成した。
新橋はダル・アル＝ハンダサ（Dar Al-Handasah）の設計、サウディ・ビンラディン・グループの建設によるもので、柱のない広い内部空間が確保されており、ジャムラも従来の何倍もの規模に拡大されている。容易なアクセスのために斜路やトンネルが付け加えられ、ボトルネック（狭隘部）がなくなるよう設計された。3つのジャムラを覆う大きな天蓋が、砂漠地帯の太陽から巡礼者を守るために設計された。斜路はまた非常事態が発生した際にすみやかな避難を可能にするため、石柱に隣接して作られている。ほとんどの巡礼者は真昼の投石を好むが、サウジアラビア当局はファトワーを発し、投石は日の出から日の入りまでに行われることと明確にした。
- 橋の内部空間。中央にジャムラ
- 橋の上層階でのジャムラと巡礼者（2010年）
- 橋の下層階において、ジャムラへの投石の儀式を行う巡礼者たち（2006年）

## 事故

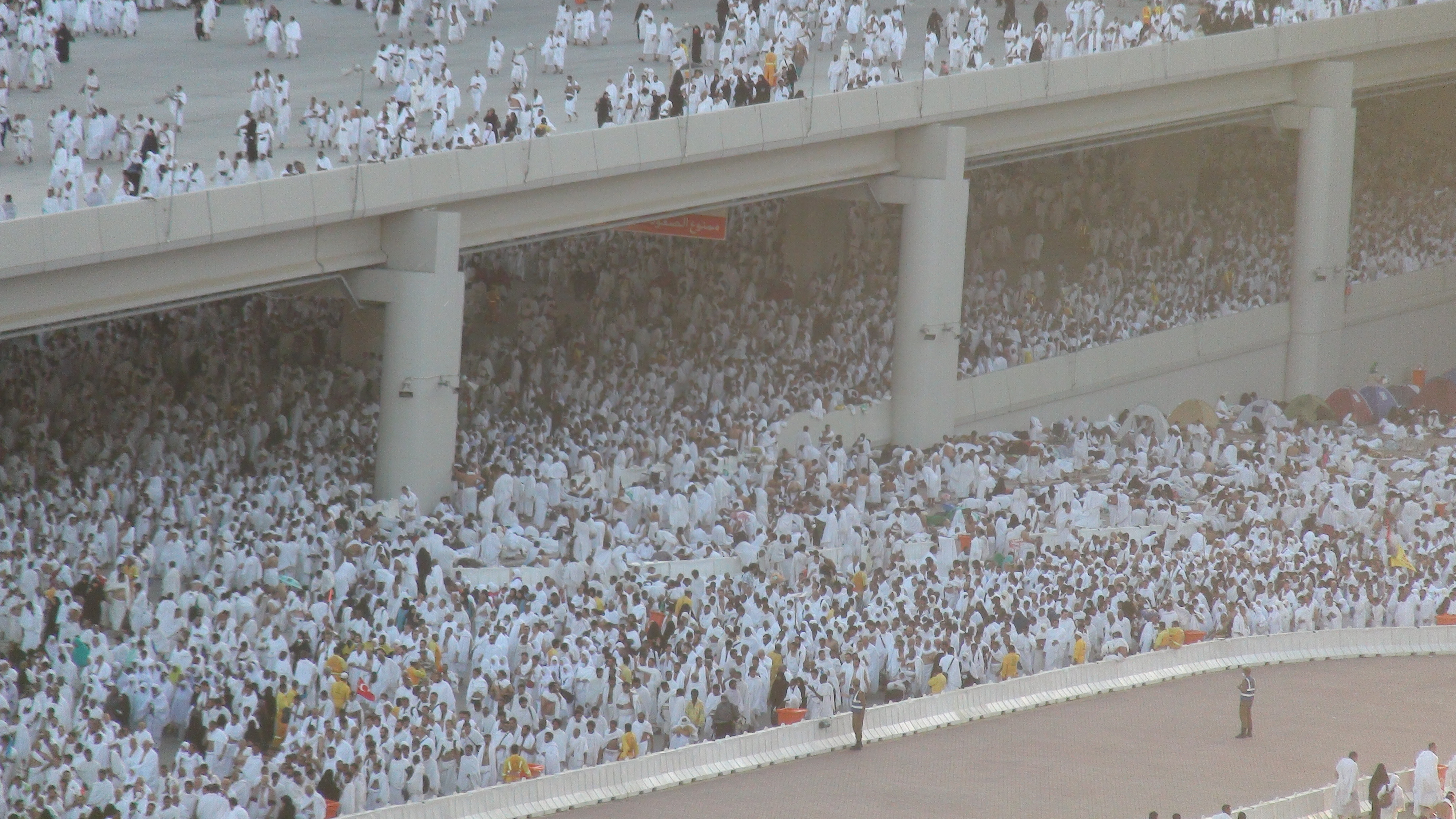
巡礼者で混雑するジャマラート橋

ハッジ期間中、橋の上は過密状態になることがあり、危険をもたらす。ジャマラート橋を訪れるのはハッジの最終日であり、巡礼者の中には荷物を持つ者もある。
- 1994年5月23日 - 群衆事故により、少なくとも270人の巡礼者が死亡した (1994 Hajj stampede) 。
- 1998年4月9日 - 少なくとも118人の巡礼者が死亡し、180人が負傷した[3]。
- 2001年3月5日 - 35人の巡礼者が将棋倒しにより死亡した。
- 2003年2月11日 - 悪魔への投石の儀式で14人の巡礼者が命を落とした[4]。
- 2004年2月1日 - 将棋倒しにより251人の巡礼者が死亡し、244人が負傷した[5]。
- 2006年1月12日 - 群衆事故により、少なくとも362人の巡礼者が死亡、289人以上が負傷した[6]。
- 2015年9月24日 - 橋に向かう途中での群衆事故により、少なくとも1100人が死亡[7]、934人が負傷[8][9]（2015年メナー群衆事故）。

2004年の事故の後、サウジ当局はジャマラート橋とその周辺地域で大掛かりな工事に着手し、橋への取り付け道路や歩道橋、非常口が建設された。円筒形であった3つのジャムラ（石柱）は、より多くの巡礼者が同時にアクセスできるように、横幅が長く背の高い長方形のコンクリート壁に置き換えられた。翌年、サウジ当局は4層構造の橋を新設する計画を発表した。
マンチェスター・メトロポリタン大学教授での群衆科学が専門のキース・スティル (Keith Still) は、2004年にサウジ当局から、ジャムラの前のボトルネックを緩和するための橋の設計についての相談を受けた。彼は、全体的な問題が解決されていない可能性を指摘する。橋がさばくことのできる人数は、従来の1時間あたり20万人程度から50～60万人程度に改善されたが、複雑なシステムのほかの部分にも圧力がかかり、巡礼路沿いのほかの潜在的ボトルネックにさらに多くの人数が到達することも可能になる。2015年に大規模な群衆事故が発生したミーナの谷の野営地のレイアウトは変更されていなかった。キース・スティルは、全体を再設計することによってハッジを安全なものにすることができると考えているが、別の論者はハッジの群衆密度が本質的に危険であると指摘する。グリニッジ大学教授で火災安全工学が専門のエドウィン・ガレア (Edwin Galea)は、ジャマラート橋が扱う1時間あたり50万人という人数は、過去最大規模のサッカー群衆を24分間で捌くこと、あるいはドイツの人口を1週間で捌くことと等しいと指摘する。彼は、巡礼を（特定期間に集中させず）より長い期間に拡散させることが可能な解決策であると示唆する。
エジプトのフェミニスト、作家のナワール・エッ＝サアダーウィーは、2015年の事故に関して「ハッジの管理方法を変えるべきだとか、人々にもっと少ない人数のグループで巡礼してもらうべきだとか、みんな色々なことを言いますね。でも、この将棋倒しが、悪魔に石を投げつけるためにあの人たちが争ったから引き起こされたということについては、誰もが口をつぐんでいます。どうして悪魔に石を投げる必要があるのでしょう。どうして黒い石（訳注：カアバ神殿の黒石のこと）に接吻する必要があるのでしょう。これらのことを敢えて口に出す人はいません。（中略）この宗教への批判を受け容れない（という態度）は、リベラリズムではありません。検閲です。」とインタビューの中で述べ、そもそも悪魔への投石の儀式が必要なことなのかと問いかけ、また、このような問いを口にすることすら許されない社会を嘆いた。